# Ipuaçu
Ipuaçu est une ville brésilienne de l'ouest de l'État de Santa Catarina.

## Géographie
Ipuaçu se situe par une latitude de 26° 37′ 53″ sud et par une longitude de 52° 27′ 18″ ouest, à une altitude de 720 mètres. Sa population était de 6 802 habitants au recensement de 2010. La municipalité s'étend sur 261 km2.
Elle fait partie de la microrégion de Xanxerê, dans la mésorégion Ouest de Santa Catarina.

## Villes voisines
Ipuaçu est voisine des municipalités (municípios) suivantes :
- Entre Rios
- São Domingos
- Abelardo Luz
- Bom Jesus
- Xanxerê
- Lajeado Grande